# Jan Keppens
Jan Keppens (Gent, 1953) is een Vlaams schrijver. Zijn debuutroman was Vingerwijzing, uitgegeven in 1979 door uitgeverij DAP Reinaert.
Hij heeft zowel jeugdromans als boeken voor volwassenen geschreven. 